# Старцева, Евгения Александровна
Евге́ния Алекса́ндровна Ста́рцева (род. 12 февраля 1989, Челябинск) — российская волейболистка, связующая. Чемпионка мира 2010 года, чемпионка Европы 2015. Заслуженный мастер спорта (2010).

## Биография
Начала заниматься волейболом в Челябинске в 1996 году. Первый тренер — Людмила Сухова. В составе юниорских команд Челябинской области становилась чемпионкой России среди ДЮСШ (трижды), чемпионкой Спартакиад учащихся России (дважды). В 2005—2010 годах выступала за команду «Автодор-Метар» (Челябинск), в 2010—2012 годах — за «Динамо» (Краснодар). В 2012—2021 годах — игрок команды «Динамо-Казань»/«Динамо-Ак Барс»
В составе краснодарского «Динамо» Евгения Старцева становилась призёром чемпионата и Кубка России, а также Кубка Европейской конфедерации волейбола (ЕКВ). В составе «Динамо-Казани» — трижды выигрывала чемпионат России, трижды — Кубок России, а также Лигу чемпионов ЕКВ, клубный чемпионат мира и Кубок ЕКВ. Старцева с декабря 2021 выступала за московское «Динамо», с которым выиграла чемпионат России-2023 и два раза Кубок России.
8 сентября 2007 года в Анкаре (Турция) Старцева дебютировала в составе женской национальной сборной России в квалификационном турнире к Гран-при-2008 в матче против сборной Азербайджана (всего провела в турнире 2 матча). В том же году в составе второй сборной России приняла участие в розыгрыше Кубка Ельцина (июнь-июль) и во Всемирной Универсиаде (август).
В дальнейшем в составе национальной сборной Старцева становилась чемпионкой мира 2010, чемпионкой Европы 2015, призёром Кубка мира 2019, призёром Гран-при, участницей Олимпиады 2012, Кубка мира, Всемирного Кубка чемпионов.

## Достижения

### Со сборными
- Чемпионка мира 2010;
  - участница чемпионатов мира 2014 и 2018.
- бронзовый призёр Кубка мира 2019;
  - участница розыгрыша Кубка мира 2015.
- Чемпионка Европы 2015.
- Серебряный призёр Гран-при 2009;
  - Бронзовый призёр Гран-при 2014;
- Серебряный призёр европейской квалификации Гран-при 2011.
- Участница Олимпийских игр 2012 и 2021 годов.
- Участница Всемирного Кубка чемпионов 2013.
- Трёхкратный победитель Кубка Ельцина (2008—2010).
- Чемпионка Всероссийской Спартакиады 2022 в составе сборной Москвы.

### С клубами
- 5-кратная чемпионка России — 2013, 2014, 2015, 2020, 2023;
  - серебряный призёр чемпионата России 2017.
  - двукратный бронзовый призёр чемпионатов России — 2021, 2022.

- 7-кратный обладатель Кубка России — 2012, 2016, 2017, 2019, 2020, 2022, 2023;
  - серебряный (2013) и бронзовый (2018) призёр розыгрышей Кубка России.
- двукратный обладатель Суперкубка России — 2020, 2023.
- Победитель клубного чемпионата мира 2014.
- Победитель Лиги чемпионов 2014.
- Победитель розыгрыша Кубка ЕКВ 2017.
- Обладатель Кубка Столетия 2023.

### Индивидуальные
- 2010: лучшая связующая европейской квалификации Гран-при-2011.
- 2012: лучшая связующая олимпийского волейбольного турнира.
- 2012: лучшая связующая розыгрыша Кубка России.
- 2013: лучшая связующая розыгрыша Кубка России.
- 2017: лучшая связующая розыгрыша Кубка России.
- 2019: MVP розыгрыша Кубка России.
- 2020: MVP розыгрыша Кубка России.